# Psallus flavellus
Psallus flavellus ist eine Wanzenart aus der Familie der Weichwanzen (Miridae).

## Merkmale
Die Wanzen werden 3,5 bis 3,9 Millimeter lang. Die Gattung Psallus umfasst kleine, häufig rot, grau oder dunkelbraun gesprenkelte Wanzen, bei denen das Pronotum und die Hemielytren mit blassen, schuppenartigen Härchen bedeckt sind und bei denen die Dornen der Schienen (Tibien) aus schwarzen Punkten entspringen. Die Arten der Gattung können häufig nur schwer oder gar nicht anhand äußerer Merkmale unterschieden werden. Meist kann man die Arten jedoch anhand der Wirtspflanze eingrenzen. Psallus flavellus hat eine verhältnismäßig kräftige orange-rote Grundfarbe. Die sichere Bestimmung erfordert aber die Zuhilfenahme eines Mikroskops.

## Vorkommen und Lebensraum
Die Art ist in Europa vom Süden Skandinaviens bis in den Norden des Mittelmeerraums und östlich bis Russland verbreitet. Sie wurde durch den Menschen in Nordamerika eingeschleppt. In Deutschland tritt sie überall auf und ist nicht selten. In Österreich ist sie weit verbreitet, es fehlen mancherorts aber noch Nachweise.

## Lebensweise
Psallus flavellus lebt auf Gemeiner Esche (Fraxinus excelsior) und tritt dort mitunter gemeinsam mit Psallus lepidus auf. Sie ist ausschließlich an bereits fruchtenden Bäumen zu finden. Die Imagines treten verhältnismäßig spät von Juni bis August auf.

## Belege